# Uta Abe
Uta Abe (japonès: 阿部詩)  (Kōbe, 14 de juliol de 2000) és una judoka japonesa que competeix en la categoria de pes semi lleuger (actualment -52 Kg). Ha participat en 2 Olimpíades, guanyant dues medalles de plata en la prova d'equips mixt i la medalla d'or en la prova individual de -52 Kg als Jocs Olímpics de Tòquio 2020. Juntament amb el seu germà Hifumi Abe, es van convertir en els primers germans que guanyaven 1 medalla d'or cadascú en un mateix dia, per primera vegada en la història dels Jocs Olímpics. A més, ha guanyat 5 medalles d'or en els Campionats del Món.

## Trajectòria professional
| Jocs Olímpics     | Jocs Olímpics | Jocs Olímpics | Jocs Olímpics |
| Any               | Seu           | Posició       | Categoria     |
| ----------------- | ------------- | ------------- | ------------- |
| 2020              | Tòquio        | 1             | -52 Kg        |
| 2020              | Tòquio        | 2             | Equips mixt   |
| 2024              | París         | 1/16 final    | -52 Kg        |
| 2024              | París         | 2             | Equips mixt   |
| Campionat del Món |               |               |               |
| 2018              | Bakú          | 1             | -52 Kg        |
| 2019              | Tòquio        | 1             | -52 Kg        |
| 2022              | Taixkent      | 1             | -52 Kg        |
| 2023              | Doha          | 1             | -52 Kg        |
| 2025              | Budapest      | 1             | -52 Kg        |